# Seria GP2 – Hungaroring 2016
Runda GP2 na torze Hungaroring – szósta runda mistrzostw serii GP2 w sezonie 2016.

## Lista startowa
| Nr | Kierowca            | Zespół                  | Samochód       | Silnik              | Opony |
| -- | ------------------- | ----------------------- | -------------- | ------------------- | ----- |
| 1  | Nobuharu Matsushita | ART Grand Prix          | Dallara GP2/11 | Mecachrome V8 4.00l | P     |
| 2  | Siergiej Sirotkin   | ART Grand Prix          | Dallara GP2/11 | Mecachrome V8 4.00l | P     |
| 3  | Norman Nato         | Racing Engineering      | Dallara GP2/11 | Mecachrome V8 4.00l | P     |
| 4  | Jordan King         | Racing Engineering      | Dallara GP2/11 | Mecachrome V8 4.00l | P     |
| 5  | Alex Lynn           | DAMS                    | Dallara GP2/11 | Mecachrome V8 4.00l | P     |
| 6  | Nicholas Latifi     | DAMS                    | Dallara GP2/11 | Mecachrome V8 4.00l | P     |
| 7  | Mitch Evans         | Pertamina Campos Racing | Dallara GP2/11 | Mecachrome V8 4.00l | P     |
| 8  | Sean Gelael         | Pertamina Campos Racing | Dallara GP2/11 | Mecachrome V8 4.00l | P     |
| 9  | Raffaele Marciello  | Russian Time            | Dallara GP2/11 | Mecachrome V8 4.00l | P     |
| 10 | Artiom Markiełow    | Russian Time            | Dallara GP2/11 | Mecachrome V8 4.00l | P     |
| 11 | Gustav Malja        | Rapax                   | Dallara GP2/11 | Mecachrome V8 4.00l | P     |
| 12 | Arthur Pic          | Rapax                   | Dallara GP2/11 | Mecachrome V8 4.00l | P     |
| 14 | Philo Paz Armand    | Trident                 | Dallara GP2/11 | Mecachrome V8 4.00l | P     |
| 15 | Luca Ghiotto        | Trident                 | Dallara GP2/11 | Mecachrome V8 4.00l | P     |
| 18 | Sergio Canamasas    | Carlin                  | Dallara GP2/11 | Mecachrome V8 4.00l | P     |
| 19 | Marvin Kirchhöfer   | Carlin                  | Dallara GP2/11 | Mecachrome V8 4.00l | P     |
| 20 | Antonio Giovinazzi  | Prema Racing            | Dallara GP2/11 | Mecachrome V8 4.00l | P     |
| 21 | Pierre Gasly        | Prema Racing            | Dallara GP2/11 | Mecachrome V8 4.00l | P     |
| 22 | Oliver Rowland      | MP Motorsport           | Dallara GP2/11 | Mecachrome V8 4.00l | P     |
| 23 | Daniël de Jong      | MP Motorsport           | Dallara GP2/11 | Mecachrome V8 4.00l | P     |
| 24 | Nabil Jeffri        | Arden International     | Dallara GP2/11 | Mecachrome V8 4.00l | P     |
| 25 | Jimmy Eriksson      | Arden International     | Dallara GP2/11 | Mecachrome V8 4.00l | P     |
| Nr | Kierowca            | Zespół                  | Samochód       | Silnik              | Opony |

## Wyniki

### Sesja treningowa
| Nr | Kierowca     | Konstruktor  | Czas     | Okr. |
| -- | ------------ | ------------ | -------- | ---- |
| 21 | Pierre Gasly | Prema Racing | 1:27,138 | 20   |

### Kwalifikacje
Źródło: gpupdate.net
| Poz. | Nr | Kierowca            | Konstruktor             | Czas     | Poz. s. |
| ---- | -- | ------------------- | ----------------------- | -------- | ------- |
| 1    | 21 | Pierre Gasly        | Prema Racing            | 1:25,612 | 1       |
| 2    | 2  | Siergiej Sirotkin   | ART Grand Prix          | 1:26,182 | 2       |
| 3    | 20 | Antonio Giovinazzi  | Prema Racing            | 1:26,438 | 3       |
| 4    | 1  | Nobuharu Matsushita | ART Grand Prix          | 1:26,483 | 4       |
| 5    | 3  | Norman Nato         | Racing Engineering      | 1:26,521 | 5       |
| 6    | 15 | Luca Ghiotto        | Trident                 | 1:26,557 | 6       |
| 7    | 12 | Arthur Pic          | Rapax                   | 1:26,633 | 7       |
| 8    | 9  | Raffaele Marciello  | Russian Time            | 1:26,657 | 8       |
| 9    | 4  | Jordan King         | Racing Engineering      | 1:26,667 | 9       |
| 10   | 19 | Marvin Kirchhöfer   | Carlin                  | 1:26,696 | 10      |
| 11   | 5  | Alex Lynn           | DAMS                    | 1:26,795 | 11      |
| 12   | 6  | Nicholas Latifi     | DAMS                    | 1:26,819 | 12      |
| 13   | 11 | Gustav Malja        | Rapax                   | 1:26,911 | 13      |
| 14   | 7  | Mitch Evans         | Pertamina Campos Racing | 1:26,966 | 14      |
| 15   | 10 | Artiom Markiełow    | Russian Time            | 1:27,068 | 15      |
| 16   | 18 | Sergio Canamasas    | Carlin                  | 1:27,078 | 16      |
| 17   | 22 | Oliver Rowland      | MP Motorsport           | 1:27,176 | 17      |
| 18   | 23 | Daniël de Jong      | MP Motorsport           | 1:27,207 | 18      |
| 19   | 8  | Sean Gelael         | Pertamina Campos Racing | 1:27,246 | 19      |
| 20   | 25 | Jimmy Eriksson      | Arden International     | 1:27,908 | 20      |
| 21   | 24 | Nabil Jeffri        | Arden International     | 1:28,119 | 21      |
| 22   | 14 | Philo Paz Armand    | Trident                 | 1:28,415 | 22      |
| Poz. | Nr | Kierowca            | Konstruktor             | Czas     | Poz. s. |

### Główny wyścig

#### Wyścig
Źródło: Wyprzedź Mnie!
| P  | + / –     | Nr | Kierowca            | Konstruktor             | Okr. | Czas / Strata | Komentarz |
| -- | --------- | -- | ------------------- | ----------------------- | ---- | ------------- | --------- |
| 1  | Bez zmian | 21 | Pierre Gasly        | Prema Racing            | 36   | 55:29,672     |           |
| 2  | 1         | 20 | Antonio Giovinazzi  | Prema Racing            | 36   | +0:01,365     |           |
| 3  | 1         | 2  | Siergiej Sirotkin   | ART Grand Prix          | 36   | +0:02,835     |           |
| 4  | 4         | 9  | Raffaele Marciello  | Russian Time            | 36   | +0:07,616     |           |
| 5  | 2         | 12 | Arthur Pic          | Rapax                   | 36   | +0:09,908     |           |
| 6  | 2         | 1  | Nobuharu Matsushita | ART Grand Prix          | 36   | +0:12,861     |           |
| 7  | 2         | 3  | Norman Nato         | Racing Engineering      | 36   | +0:17,713     |           |
| 8  | 1         | 4  | Jordan King         | Racing Engineering      | 36   | +0:21,906     |           |
| 9  | 6         | 10 | Artiom Markiełow    | Russian Time            | 36   | +0:22,101     |           |
| 10 | 4         | 7  | Mitch Evans         | Pertamina Campos Racing | 36   | +0:23,980     |           |
| 11 | 6         | 22 | Oliver Rowland      | MP Motorsport           | 36   | +0:29,377     |           |
| 12 | 1         | 5  | Alex Lynn           | DAMS                    | 36   | +0:34,050     |           |
| 13 | Bez zmian | 11 | Gustav Malja        | Rapax                   | 36   | +0:34,197     |           |
| 14 | 4         | 19 | Marvin Kirchhöfer   | Carlin                  | 36   | +0:36,420     |           |
| 15 | 3         | 23 | Daniël de Jong      | MP Motorsport           | 36   | +0:38,526     |           |
| 16 | 4         | 6  | Nicholas Latifi     | DAMS                    | 36   | +0:42,371     |           |
| 17 | 11        | 15 | Luca Ghiotto        | Trident                 | 36   | +0:51,757     |           |
| 18 | 2         | 18 | Sergio Canamasas    | Carlin                  | 36   | +1:03,546     |           |
| 19 | 3         | 14 | Philo Paz Armand    | Trident                 | 36   | +1:25,151     |           |
| 20 | 1         | 24 | Nabil Jeffri        | Arden International     | 36   | +1:28,055     |           |
| 21 | 1         | 25 | Jimmy Eriksson      | Arden International     | 35   | +1 okr.       |           |
| 22 | 3         | 8  | Sean Gelael         | Pertamina Campos Racing | 35   | +1 okr.       |           |
| P  | + / –     | Nr | Kierowca            | Konstruktor             | Okr. | Czas / Strata | Komentarz |

#### Najszybsze okrążenie
| Nr | Kierowca       | Konstruktor   | Czas     | Okr. |
| -- | -------------- | ------------- | -------- | ---- |
| 22 | Oliver Rowland | MP Motorsport | 1:29,627 | 33   |

#### Premia za najszybsze okrążenie w TOP 10
| Nr | Kierowca            | Konstruktor    | Czas     | Okr. |
| -- | ------------------- | -------------- | -------- | ---- |
| 1  | Nobuharu Matsushita | ART Grand Prix | 1:29,959 | 35   |

### Sprint

#### Wyścig
Źródło: Wyprzedź Mnie!
| P                 | + / – | Nr | Kierowca            | Konstruktor             | Okr. | Czas / Strata | Komentarz |
| ----------------- | ----- | -- | ------------------- | ----------------------- | ---- | ------------- | --------- |
| 1                 | 5     | 2  | Siergiej Sirotkin   | ART Grand Prix          | 28   | 44:47,059     |           |
| 2                 | 1     | 4  | Jordan King         | Racing Engineering      | 28   | +0:04,953     |           |
| 3                 | 1     | 3  | Norman Nato         | Racing Engineering      | 28   | +0:07,506     |           |
| 4                 | 5     | 10 | Artiom Markiełow    | Russian Time            | 28   | +0:08,988     |           |
| 5                 | 5     | 7  | Mitch Evans         | Pertamina Campos Racing | 28   | +0:14,146     |           |
| 6                 | 5     | 22 | Oliver Rowland      | MP Motorsport           | 28   | +0:15,283     |           |
| 7                 | 1     | 21 | Pierre Gasly        | Prema Racing            | 28   | +0:16,662     |           |
| 8                 | 3     | 9  | Raffaele Marciello  | Russian Time            | 28   | +0:20,939     |           |
| 9                 | 9     | 18 | Sergio Canamasas    | Carlin                  | 28   | +0:25,985     |           |
| 10                | 12    | 8  | Sean Gelael         | Pertamina Campos Racing | 28   | +0:30,884     |           |
| 11                | 4     | 23 | Daniël de Jong      | MP Motorsport           | 28   | +0:32,518     |           |
| 12                | 4     | 6  | Nicholas Latifi     | DAMS                    | 28   | +0:35,100     |           |
| 13                | 1     | 19 | Marvin Kirchhöfer   | Carlin                  | 28   | +0:36,913     |           |
| 14                | 1     | 11 | Gustav Malja        | Rapax                   | 28   | +0:39,660     |           |
| 15                | 4     | 14 | Philo Paz Armand    | Trident                 | 28   | +0:46,412     |           |
| 16                | 4     | 24 | Nabil Jeffri        | Arden International     | 28   | +1:00,825     |           |
| 17                | 10    | 20 | Antonio Giovinazzi  | Prema Racing            | 28   | +1:01,928     |           |
| Niesklasyfikowani |       |    |                     |                         |      |               |           |
|                   |       | 25 | Jimmy Eriksson      | Arden International     | 14   | +14 okr.      |           |
|                   |       | 1  | Nobuharu Matsushita | ART Grand Prix          | 0    | +28 okr.      |           |
|                   |       | 15 | Luca Ghiotto        | Trident                 | 0    | +28 okr.      |           |
|                   |       | 12 | Arthur Pic          | Rapax                   | 0    | +28 okr.      |           |
|                   |       | 5  | Alex Lynn           | DAMS                    | 0    | +28 okr.      |           |
| P                 | + / – | Nr | Kierowca            | Konstruktor             | Okr. | Czas / Strata | Komentarz |

#### Najszybsze okrążenie
| Nr | Kierowca     | Konstruktor  | Czas     | Okr. |
| -- | ------------ | ------------ | -------- | ---- |
| 21 | Pierre Gasly | Prema Racing | 1:29,184 | 27   |

## Klasyfikacja po zakończeniu rundy

### Kierowcy
| P  | +/− | Kierowca            | Starty | Punkty | P1 | P2 | P3 | PP | NO | NS |
| -- | --- | ------------------- | ------ | ------ | -- | -- | -- | -- | -- | -- |
| 1  | +2  | Pierre Gasly        | 12     | 107    | 2  | 2  | 1  | 2  | 2  | 2  |
| 2  | 0   | Antonio Giovinazzi  | 12     | 96     | 2  | 2  | –  | 1  | 1  | 2  |
| 3  | +1  | Raffaele Marciello  | 12     | 85     | –  | –  | 3  | –  | –  | –  |
| 4  | −3  | Oliver Rowland      | 12     | 83     | –  | 1  | 3  | –  | –  | –  |
| 5  | +1  | Norman Nato         | 12     | 81     | 1  | 1  | 1  | 1  | 1  | 2  |
| 6  | +1  | Jordan King         | 12     | 80     | 2  | 1  | 1  | –  | 1  | 1  |
| 7  | −2  | Mitch Evans         | 12     | 77     | 1  | –  | –  | –  | 2  | 1  |
| 8  | +3  | Siergiej Sirotkin   | 12     | 70     | 1  | 1  | 2  | 2  | –  | 3  |
| 9  | −1  | Artiom Markiełow    | 12     | 65     | 1  | –  | –  | –  | 1  | 2  |
| 10 | 0   | Nobuharu Matsushita | 10     | 56     | 1  | –  | –  | –  | 3  | 2  |
| 11 | −2  | Alex Lynn           | 12     | 51     | 1  | –  | 1  | –  | –  | 2  |
| 12 | 0   | Luca Ghiotto        | 12     | 38     | –  | 1  | –  | –  | 1  | 3  |
| 13 | 0   | Sean Gelael         | 12     | 24     | –  | 1  | –  | –  | –  | 3  |
| 14 | 0   | Nicholas Latifi     | 12     | 21     | –  | 1  | –  | –  | –  | 4  |
| 15 | 0   | Marvin Kirchhöfer   | 12     | 19     | –  | 1  | –  | –  | –  | 2  |
| 16 | 0   | Sergio Canamasas    | 12     | 14     | –  | –  | –  | –  | –  | 2  |
| 17 | +2  | Arthur Pic          | 12     | 14     | –  | –  | –  | –  | –  | 3  |
| 18 | −1  | Jimmy Eriksson      | 12     | 10     | –  | –  | –  | –  | –  | 3  |
| 19 | −1  | Daniël de Jong      | 12     | 6      | –  | –  | –  | –  | –  | –  |
| 20 | 0   | Gustav Malja        | 12     | 3      | –  | –  | –  | –  | –  | 1  |
| 21 | 0   | Nabil Jeffri        | 12     | 2      | –  | –  | –  | –  | –  | 3  |
| 22 | 0   | Philo Paz Armand    | 12     | 0      | –  | –  | –  | –  | –  | 5  |
| 23 | 0   | René Binder         | 2      | 0      | –  | –  | –  | –  | –  | –  |
| P  | +/− | Kierowca            | Starty | Punkty | P1 | P2 | P3 | PP | NO | NS |

### Zespoły
| P  | +/− | Konstruktor             | Starty | Punkty | P1 | P2 | P3 | PP | NO | NS |
| -- | --- | ----------------------- | ------ | ------ | -- | -- | -- | -- | -- | -- |
| 1  | 0   | Prema Racing            | 24     | 203    | 4  | 4  | 1  | 7  | 3  | 4  |
| 2  | 0   | Racing Engineering      | 24     | 161    | 3  | 2  | 2  | 2  | 3  | 3  |
| 3  | 0   | Russian Time            | 24     | 150    | 1  | –  | 3  | –  | 1  | 2  |
| 4  | +1  | ART Grand Prix          | 24     | 126    | 2  | 1  | 2  | 4  | 3  | 5  |
| 5  | −1  | Pertamina Campos Racing | 24     | 101    | 1  | 1  | –  | –  | 2  | 4  |
| 6  | 0   | MP Motorsport           | 24     | 89     | –  | 1  | 3  | –  | –  | –  |
| 7  | 0   | DAMS                    | 24     | 72     | 1  | 1  | 1  | –  | –  | 6  |
| 8  | 0   | Trident                 | 24     | 38     | –  | 1  | –  | –  | 1  | 8  |
| 9  | 0   | Carlin                  | 24     | 33     | –  | 1  | –  | –  | –  | 4  |
| 10 | +1  | Rapax                   | 24     | 17     | –  | –  | –  | –  | –  | 4  |
| 11 | −1  | Arden International     | 24     | 12     | –  | –  | –  | –  | –  | 6  |
| P  | +/− | Kierowca                | Starty | Punkty | P1 | P2 | P3 | PP | NO | NS |